# De energieke guiten
De energieke guiten is een stripverhaal uit de reeks van Suske en Wiske. Het verhaal werd speciaal geschreven voor Electrabel ter gelegenheid van hun 100-jarig bestaan. Het verscheen in albumvorm op 24 september 2005.

## Locaties
Het verhaal speelt zich af op de volgende locaties:
- België, eiland in de zee bij Madagaskar.

## Personages
In dit verhaal spelen de volgende personages mee:
- Suske, Wiske, tante Sidonia, Lambik, Jerom, professor Barabas, koerier, Barabibi (scarmynkel barabasis) / Guido Guit, Guiten, koning Guitinius de tweede, koning Guitarius, slang,

## Uitvindingen
In dit verhaal spelen de volgende uitvindingen een rol:
- RVD (Rijden, vliegen en duiken; zie ook Het rijmende paard), klankentappers (als headset)

## Het verhaal
Professor Barabas onderzoekt een diertje dat op een vlot midden in de oceaan is aangetroffen. Als Jerom het dier in een boom wil zetten, gebeurt er iets vreemds. Het dier is nu vol met kracht en ontsnapt door de muur en Jerom is bewusteloos. Het dier heeft de energie van Jerom afgetapt. Lambik ziet op de tv een bericht over een waterfiets die een schip beschadigt heeft en de vrienden gaan richting Madagaskar en zien de waterfiets op een strand. Professor Barabas blijft in de RVD bij Jerom en de vrienden zoeken de Barabiri. Ze vinden een dorp en horen via de klankentappers dat koning Guitinius de broeders Guiten toespreekt. Ze zijn in oorlog met een andere stam en Guido Guit heeft energie gevonden bij de tweepoters, deze wordt nu verdeeld over het gehele volk.
De vrienden worden gevangengenomen en horen het verhaal over koning Gippeguit. Deze koning had twee zonen en zij wilden beide koning worden toen de oude koning overleed en de oorlog brak uit. 's Nachts hangen de Guiten aan de energuitelaar (een boom) om op te laden, maar ze worden er steeds uitgejaagd door de vijand. Op deze manier werden ze futloos en grijs. De vrienden helpen in de strijd met speelgoedwapens, maar Wiske ontdekt al snel dat de vijand futloos is. Ook zij worden uit de energuitelaar gejaagd en Wiske confronteert koning Guitinius met dit feit. Er volgt een aardbeving en de energuitelaar verwelkt. 
Professor Barabas heeft ontdekt dat het geen gewone boom is, het is een soort familie van de Guiten. De boom leeft van de levenslust die de Guiten door zijn energie krijgen, maar hij krijgt niet voldoende levenskracht door de strijd der Guiten. De wortels sterven af en het eiland zal in zee verdwijnen. De boom dreigt om te vallen, maar een tak raakt het lichaam van Jerom en hij is weer vol energie. Jerom kan de boom weer rechtzetten en Wiske stopt de vechtende broers en ze besluiten de macht te delen. De Guiten gaan snel in de energuitelaar hangen en de aarde stopt met beven. De Guitjes raken weer volop energie en de boom hersteld. Jerom mag zich opladen in de boom en de vrienden zijn eregasten op het verbroederingsfeest.